# Cabină de pilotaj

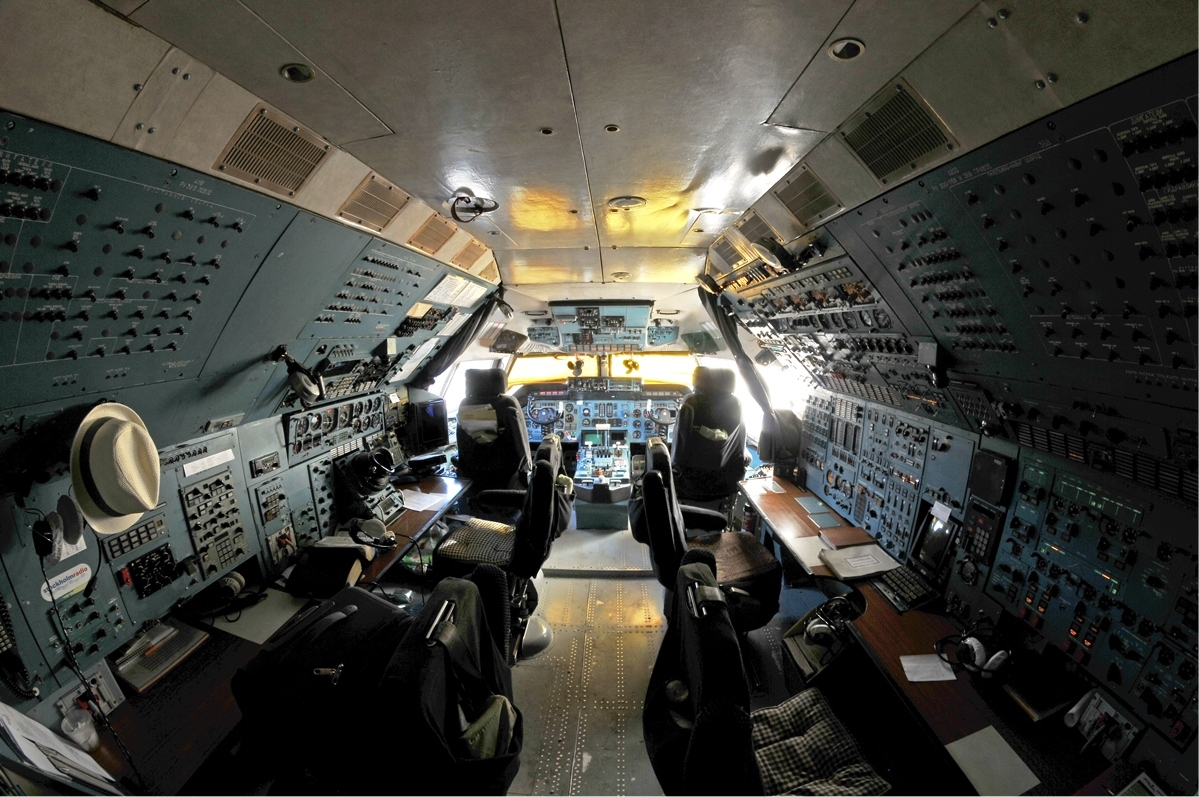
Cockpitul unui Antonov An-124

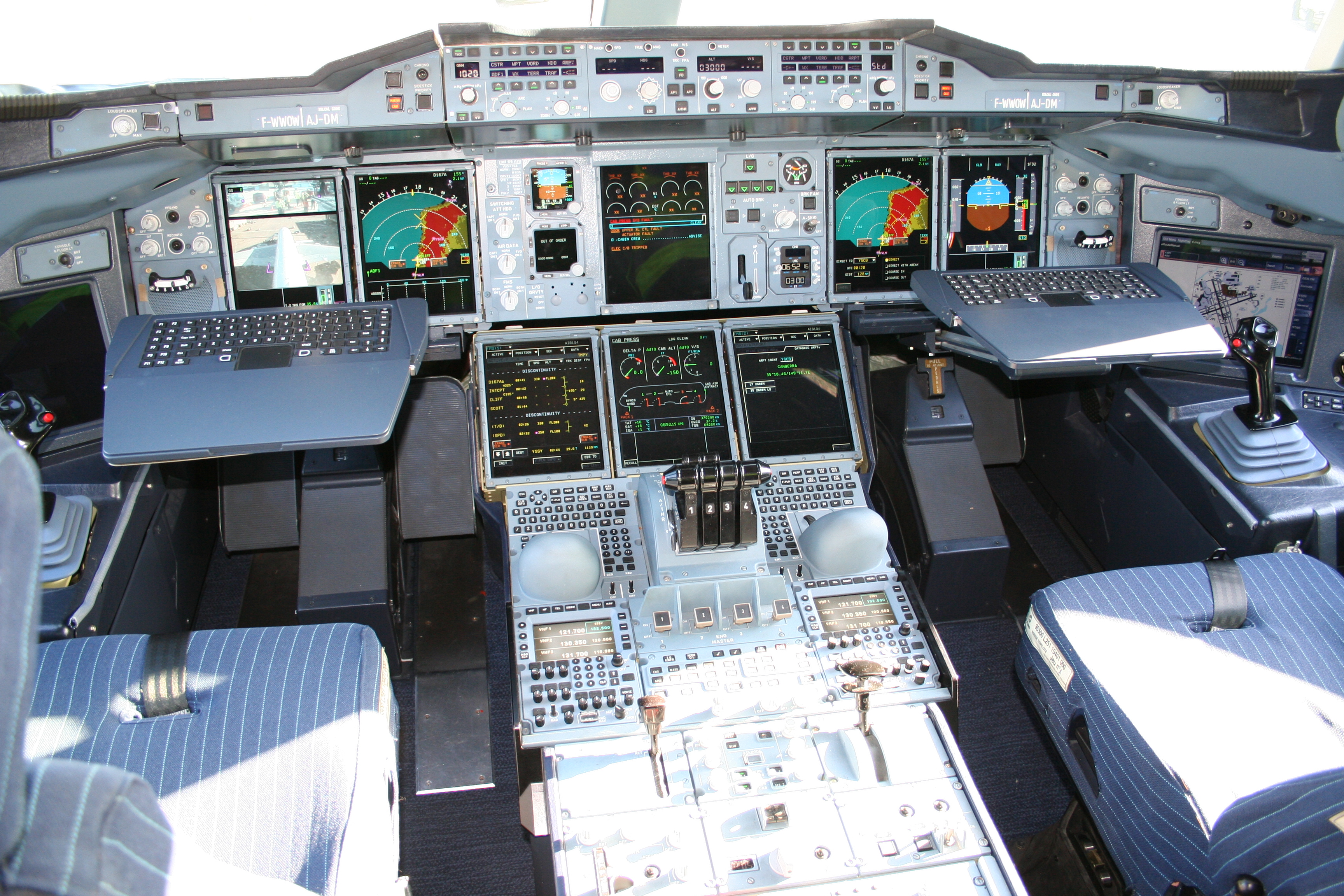
Cockpit de A380

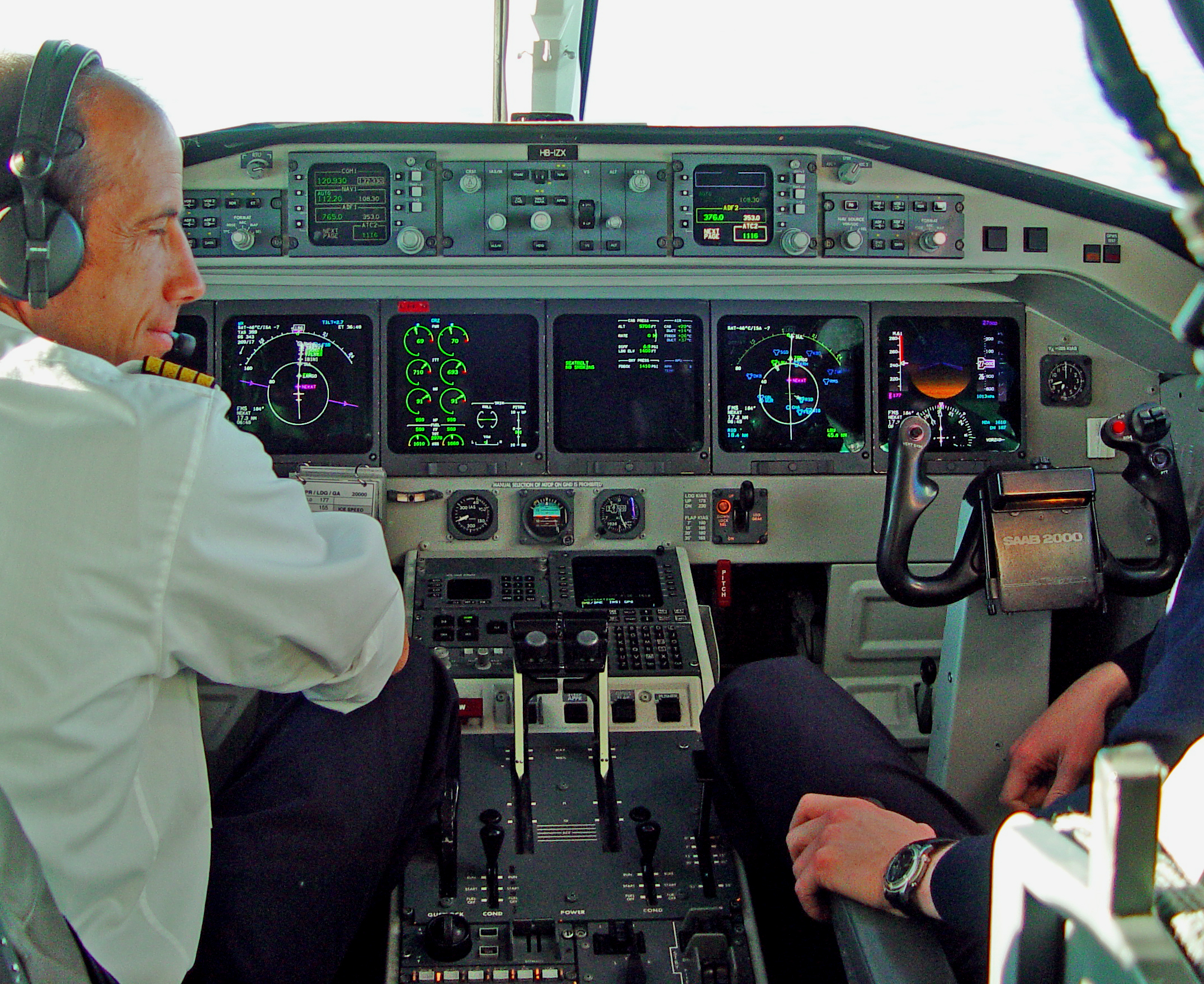

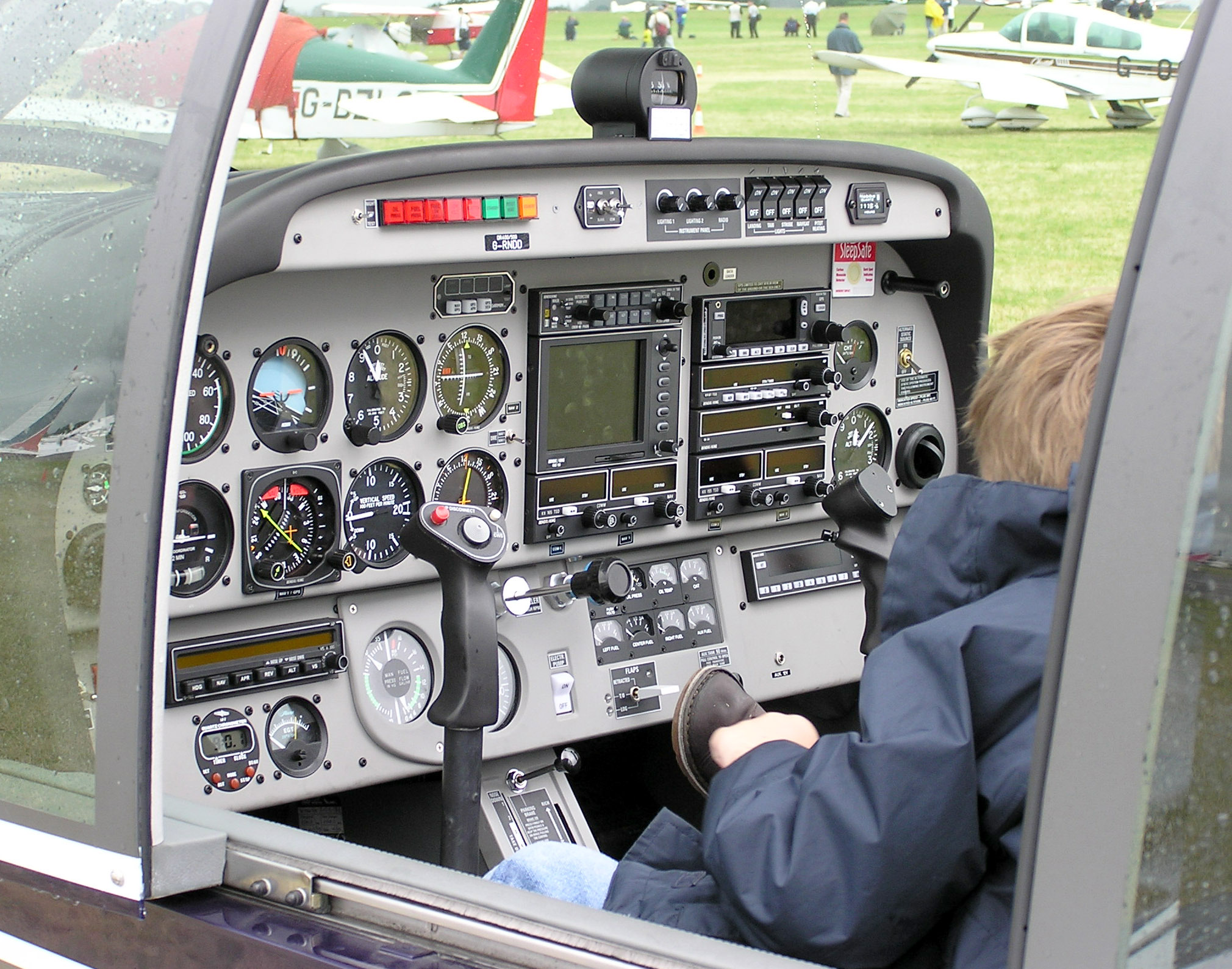
Panoul de bord a unui Robin DR400

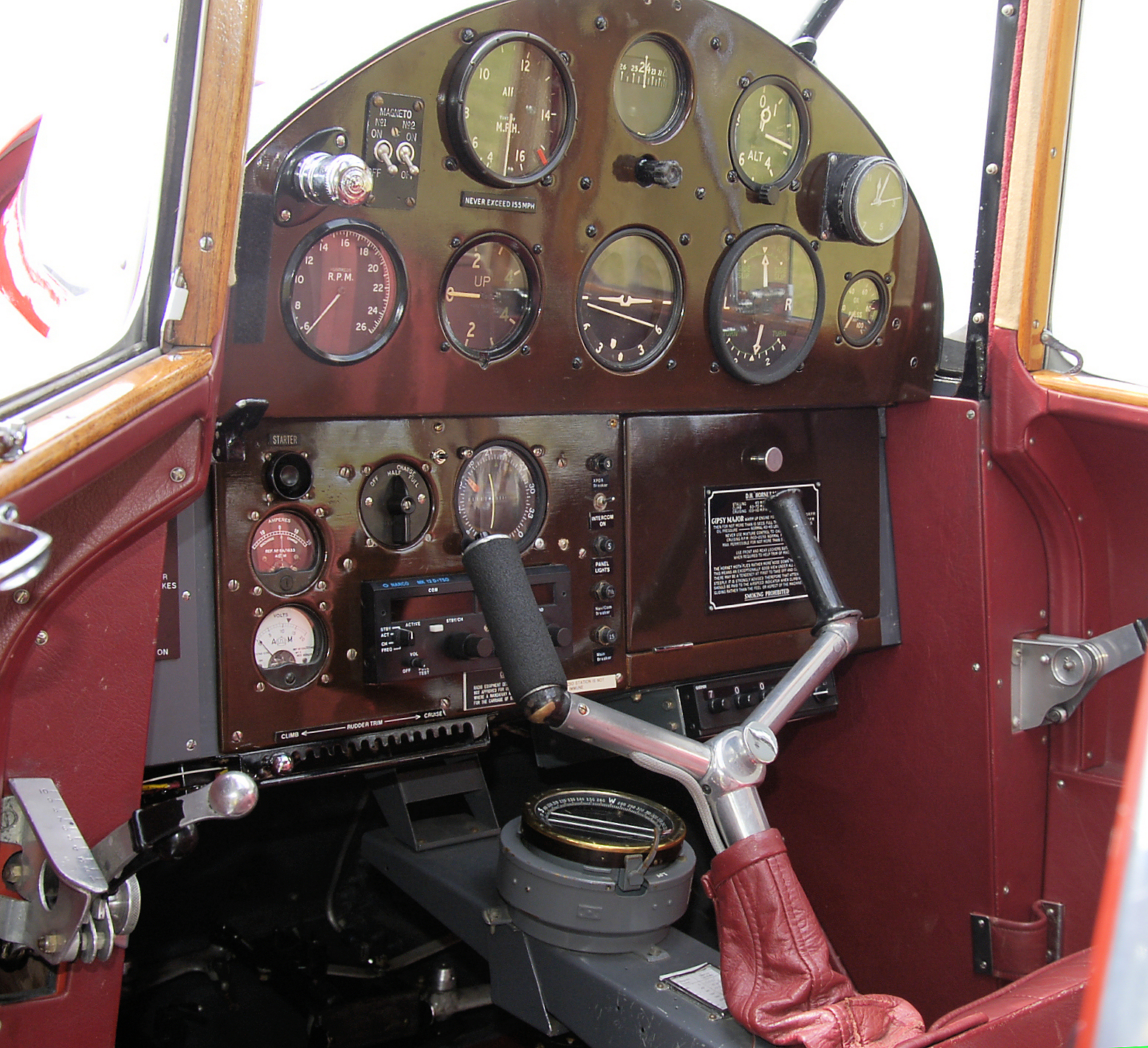
Cockpit a unui de Havilland Hornet Moth din 1936

Cockpitul (cabina piloților) este partea unui avion unde își desfășoară activitatea piloții avioanelor și uneori și un inginer de zbor. Din cockpit se face integral comanda (pilotarea) avionului și tot de aici se determină și controlează anumite procese tehnice și de zbor. Cockpitul est situat pe partea frontală (fața) avionului iar piloții au locurile de lucru îndreptate spre direcția de zbor.